# Deportistas de Canadá en los Juegos Olímpicos de Sochi 2014
Canadá está representado en los Juegos Olímpicos de Sochi 2014 por un total de 220 deportistas que competirán en 14 deportes. Responsable del equipo olímpico es el Comité Olímpico Canadiense, así como las federaciones deportivas nacionales de cada deporte con participación.

## Biatlón
Masculino
| Atleta                  | Evento      | Tiempo  | Fallos | Posición |
| ----------------------- | ----------- | ------- | ------ | -------- |
| Brendan Green           | Velocidad   | 25:31,7 | 1      | 23       |
| Brendan Green           | Persecución | 36:21,2 | 4      | 35       |
| Brendan Green           | Individual  | 52:05,3 | 2      | 21       |
| Jean-Philippe Leguellec | Velocidad   | 24:43,2 | 0      | 5        |
| Jean-Philippe Leguellec | Persecución | 35:45,3 | 3      | 26       |
| Jean-Philippe Leguellec | Individual  | 53:25,5 | 2      | 35       |
| Scott Perras            | Velocidad   | 27:32,1 | 3      | 74       |
| Scott Perras            | Individual  | 56:04,3 | 4      | 59       |
| Nathan Smith            | Velocidad   | 25:09,7 | 0      | 13       |
| Nathan Smith            | Persecución | 34:37,7 | 1      | 11       |
| Nathan Smith            | Individual  | 52:41,3 | 3      | 25       |

Femenino
| Atleta           | Evento          | Tiempo     | Fallos     | Posición   |
| ---------------- | --------------- | ---------- | ---------- | ---------- |
| Rosanna Crawford | Velocidad       | 22:10,8    | 1          | 25         |
| Rosanna Crawford | Persecución     | 34:15,6    | 7          | 45         |
| Rosanna Crawford | Individual      | 53:29,8    | 5          | 67         |
| Megan Imrie      | Velocidad       | 22:19,5    | 1          | 31         |
| Megan Imrie      | Persecución     | 32:22,7    | 2          | 28         |
| Megan Imrie      | Individual      | 48:32,7    | 2          | 30         |
| Megan Imrie      | Salida en grupo | 38:59,0    | 5          | 28         |
| Zina Kocher      | Velocidad       | 22:25,5    | 2          | 32         |
| Zina Kocher      | Persecución     | 32:15,1    | 4          | 25         |
| Zina Kocher      | Individual      | 53:00,7    | 8          | 63         |
| Megan Heinicke   | Velocidad       | 23:34,5    | 3          | 59         |
| Megan Heinicke   | Persecución     | No terminó | No terminó | No terminó |
| Megan Heinicke   | Individual      | 50:26,8    | 4          | 51         |

## Esquí alpino
Masculino
| Atleta                 | Evento          | 1ª ronda | 1ª ronda | 2ª ronda | 2ª ronda | Total         | Total             |
| Atleta                 | Evento          | Tiempo   | Posición | Tiempo   | Posición | Tiempo        | Posición          |
| ---------------------- | --------------- | -------- | -------- | -------- | -------- | ------------- | ----------------- |
| Erik Guay              | Descenso        | —        | —        | —        | —        | 2:07,04       | 10                |
| Erik Guay              | Súper gigante   | —        | —        | —        | —        | Descalificado | Descalificado     |
| Jan Hudec              | Descenso        | —        | —        | —        | —        | 2:08,49       | 21                |
| Jan Hudec              | Súper gigante   | —        | —        | —        | —        | 1:18,67       | Medalla de bronce |
| Manuel Osborne-Paradis | Descenso        | —        | —        | —        | —        | 2:09,00       | 25                |
| Manuel Osborne-Paradis | Súper gigante   | —        | —        | —        | —        | 1:20,19       | 24                |
| Morgan Pridy           | Súper gigante   | —        | —        | —        | —        | 1:19,19       | 10                |
| Morgan Pridy           | Súper combinada | 1:56,21  | 25       | 53,82    | 19       | 2:50,03       | 20                |
| Benjamin Thomsen       | Descenso        | —        | —        | —        | —        | 2:08,00       | 19                |

Femenino
| Atleta                 | Evento          | 1ª ronda | 1ª ronda | 2ª ronda   | 2ª ronda   | Total      | Total      |
| Atleta                 | Evento          | Tiempo   | Posición | Tiempo     | Posición   | Tiempo     | Posición   |
| ---------------------- | --------------- | -------- | -------- | ---------- | ---------- | ---------- | ---------- |
| Larisa Yurkiw          | Descenso        | —        | —        | —          | —          | 1:43,46    | 20         |
| Larisa Yurkiw          | Súper gigante   | —        | —        | —          | —          | No terminó | No terminó |
| Marie-Pier Préfontaine | Súper gigante   | —        | —        | —          | —          | 1:28,67    | 20         |
| Marie-Michèle Gagnon   | Súper gigante   | —        | —        | —          | —          | No terminó | No terminó |
| Marie-Michèle Gagnon   | Súper combinada | 1:45,39  | 21       | No terminó | No terminó | No terminó | No terminó |

## Esquí de fondo
Masculino
| Atleta                                               | Evento            | Clásico | Clásico  | Libre   | Libre    | Final      | Final      |
| Atleta                                               | Evento            | Tiempo  | Posición | Tiempo  | Posición | Tiempo     | Posición   |
| ---------------------------------------------------- | ----------------- | ------- | -------- | ------- | -------- | ---------- | ---------- |
| Ivan Babikov                                         | 15 km clásico     | —       | —        | —       | —        | 41:49,2    | 39         |
| Ivan Babikov                                         | 30 km skiatlón    | 36:47,6 | 28       | 32:58,2 | 20       | 1:10:14,6  | 25         |
| Alex Harvey                                          | 15 km clásico     | —       | —        | —       | —        | No terminó | No terminó |
| Alex Harvey                                          | 30 km skiatlón    | 36:46,6 | 27       | 32:43,5 | 17       | 1:10:00,2  | 18         |
| Devon Kershaw                                        | 15 km clásico     | —       | —        | —       | —        | 41:17,1    | 35         |
| Graeme Killick                                       | 15 km clásico     | —       | —        | —       | —        | 44:04,8    | 65         |
| Graeme Killick                                       | 30 km skiatlón    | 38:18,2 | 49       | 34:22,9 | 42       | 1:13:16,1  | 45         |
| Ivan Babikov Jesse Cockney Graeme Killick Len Väljas | Relevos 4 x 10 km | —       | —        | —       | —        | 1:33:19,0  | 12         |

| Atleta        | Evento    | Clasificación | Clasificación | Cuartos de final | Cuartos de final | Semifinales | Semifinales | Final     | Final     |
| Atleta        | Evento    | Tiempo        | Posición      | Tiempo           | Posición         | Tiempo      | Posición    | Tiempo    | Posición  |
| ------------- | --------- | ------------- | ------------- | ---------------- | ---------------- | ----------- | ----------- | --------- | --------- |
| Jesse Cockney | Velocidad | 3:44,36       | 53            | No avanzó        | No avanzó        | No avanzó   | No avanzó   | No avanzó | No avanzó |
| Alex Harvey   | Velocidad | 3:36,08       | 19 Q          | 3:37,89          | 4                | No avanzó   | No avanzó   | No avanzó | No avanzó |
| Devon Kershaw | Velocidad | 3:45,77       | 56            | No avanzó        | No avanzó        | No avanzó   | No avanzó   | No avanzó | No avanzó |
| Len Väljas    | Velocidad | 3:39,87       | 36            | No avanzó        | No avanzó        | No avanzó   | No avanzó   | No avanzó | No avanzó |

Femenino
| Atleta                                                         | Evento           | Clásico | Clásico  | Libre   | Libre    | Final   | Final    |
| Atleta                                                         | Evento           | Tiempo  | Posición | Tiempo  | Posición | Tiempo  | Posición |
| -------------------------------------------------------------- | ---------------- | ------- | -------- | ------- | -------- | ------- | -------- |
| Amanda Ammar                                                   | 10 km clásico    | —       | —        | —       | —        | 32:48,8 | 55       |
| Amanda Ammar                                                   | 15 km skiatlón   | 21:39,3 | 54       | 22:07,6 | 57       | 44:24,3 | 55       |
| Daria Gaiazova                                                 | 10 km clásico    | —       | —        | —       | —        | 31:47,0 | 44       |
| Emily Nishikawa                                                | 15 km skiatlón   | 20:42,6 | 46       | 20:45,4 | 39       | 42:04,7 | 42       |
| Brittany Webster                                               | 10 km clásico    | —       | —        | —       | —        | 31:41,0 | 42       |
| Brittany Webster                                               | 15 km skiatlón   | 21:01,6 | 48       | 21:47,2 | 55       | 43:25,6 | 51       |
| Heidi Widmer                                                   | 10 km clásico    | —       | —        | —       | —        | 33:01,9 | 57       |
| Daria Gaiazova Perianne Jones Emily Nishikawa Brittany Webster | Relevos 4 x 5 km | —       | —        | —       | —        | 59:13,6 | 14       |

| Atleta           | Evento    | Clasificación | Clasificación | Cuartos de final | Cuartos de final | Semifinales | Semifinales | Final     | Final     |
| Atleta           | Evento    | Tiempo        | Posición      | Tiempo           | Posición         | Tiempo      | Posición    | Tiempo    | Posición  |
| ---------------- | --------- | ------------- | ------------- | ---------------- | ---------------- | ----------- | ----------- | --------- | --------- |
| Chandra Crawford | Velocidad | 2:43,59       | 44            | No avanzó        | No avanzó        | No avanzó   | No avanzó   | No avanzó | No avanzó |
| Daria Gaiazova   | Velocidad | 2:40,04       | 27 Q          | 2:40,45          | 5                | No avanzó   | No avanzó   | No avanzó | No avanzó |
| Perianne Jones   | Velocidad | 2:38,63       | 23 Q          | 2:38,66          | 5                | No avanzó   | No avanzó   | No avanzó | No avanzó |
| Heidi Widmer     | Velocidad | 2:43,36       | 43            | No avanzó        | No avanzó        | No avanzó   | No avanzó   | No avanzó | No avanzó |